# Feminizm marksistowski
Feminizm marksistowski – nurt feminizmu, związany z myślą marksistowską, opierający swoje twierdzenia na materializmie dialektycznym. Analizuje klasowe podstawy nierówności i w konflikcie klasowym widzi podstawowe źródło opresji.
Przyczyny nierówności płci tkwią w mechanizmach gospodarki kapitalistycznej. Podział ról płciowych pozwala utrzymywać gospodarkę. Robotnicy (mężczyźni) mogą pracować dłużej i wydajniej, jeżeli kobiety dbają o ich potrzeby (wyżywienie, utrzymanie domu), a więc są wyłączone z rynku pracy, pozwalają także odtwarzać kolejne pokolenie siły roboczej. Obecny model rodziny jest więc podstawą całego systemu kapitalistycznego.
Karol Marks i Fryderyk Engels nie poświęcili wiele uwagi kwestii kobiecej. Główną pracą na ten temat jest Pochodzenie rodziny, własności prywatnej i państwa autorstwa Engelsa (1884), w którym opisano przejście od społeczeństw pierwotnych, nieznających własności i zinstytucjonalizowanej rodziny, do społeczeństwa patriarchalnego, opartego na opresji wobec kobiet. Chociaż wiele z tez stawianych w tej pracy jest obecnie kwestionowanych, (również przez same feministki marksistowskie), to jej ton i wymowa spotykają się nadal z aprobatą. Zawarte w Manifeście komunistycznym wezwanie do zniesienia burżuazyjnej rodziny współgra z podobnymi ideami podnoszonymi przez radykalne feministki.
Marksiści często traktowali tematykę feministyczną jako marginalną i wtórną wobec problemu ucisku klasowego (element nadbudowy), gdyż wraz ze zniesieniem systemu kapitalistycznego, miała także ustać nierówność płci. Z tego powodu Lenin krytykował niemiecką socjalistkę Clarę Zetkin za podnoszenie problematyki feministycznej, uważając, że to uleganie "kobiecej skłonności do zajmowania się sobą." Na tej podstawie od feminizmu marksistowskiego odróżnia się feminizm socjalistyczny, również wychodzący z marksistowskiej tradycji, lecz ją znacznie poszerzający. Feminizm socjalistyczny uważa, że ucisk płciowy nie jest wyłącznie pochodną struktury klasowej, lecz ma charakter odrębny. Z tego powodu ruch feministyczny powinien prowadzić dwutorową walkę: z uciskiem klasowym i płciowym. Zwraca się jednak uwagę, że podział ten jest często trudny do przeprowadzenia.